# Abgeschlossenheit (algebraische Struktur)
In der Mathematik, insbesondere der Algebra, versteht man unter Abgeschlossenheit einer Menge bezüglich einer Verknüpfung, dass die Verknüpfung beliebiger Elemente dieser Menge wieder ein Element der Menge ist. Beispielsweise ist die Menge der ganzen Zahlen abgeschlossen bezüglich der Addition, Subtraktion und Multiplikation, aber nicht bezüglich der Division. Bei algebraischen Strukturen mit mehreren Verknüpfungen betrachtet man entsprechend die Abgeschlossenheit bezüglich all dieser Verknüpfungen.

## Definition
Sei {\displaystyle f} eine {\displaystyle n}-stellige innere Verknüpfung auf einer Menge {\displaystyle A}, das heißt {\displaystyle f} sei eine Funktion {\displaystyle A^{n}\to A}. Eine Teilmenge {\displaystyle M\subseteq A} heißt dann abgeschlossen bezüglich {\displaystyle f}, wenn
{\displaystyle f(a_{1},\dotsc ,a_{n})\in M}
für alle {\displaystyle a_{1},\dotsc ,a_{n}\in M} gilt. Das bedeutet, {\displaystyle f} eingeschränkt auf den Definitionsbereich {\displaystyle M^{n}} muss auch wieder eine {\displaystyle n}-stellige innere Verknüpfung auf {\displaystyle M} sein.

## Beispiele
- Eine Untergruppe ist eine nichtleere Teilmenge einer Gruppe {\displaystyle (G,+)}, die abgeschlossen bezüglich der Verknüpfung {\displaystyle +} und der Inversenbildung ist.
- Ein Untervektorraum ist eine nichtleere Teilmenge eines Vektorraums {\displaystyle V}, die abgeschlossen ist bezüglich der Vektoraddition und der Skalarmultiplikation.
- Allgemein ist eine algebraische Unterstruktur eine Teilmenge einer algebraischen Struktur, die abgeschlossen bezüglich sämtlichen Verknüpfungen dieser Struktur ist.

Die Wichtigkeit der Abgeschlossenheit bezüglich einer Verknüpfung lässt sich am besten verstehen, wenn man Beispiele betrachtet, in denen sie verletzt ist.
- So ist {\displaystyle (\mathbb {N} ,+)} als Unterstruktur der Gruppe {\displaystyle (\mathbb {Z} ,+,0,-)} nicht abgeschlossen, also keine Untergruppe. Diese Teilmenge ist zwar bezüglich der Addition abgeschlossen, nicht aber bezüglich der Inversenbildung: mit {\displaystyle a\in \mathbb {N} } gehört {\displaystyle -a} nicht {\displaystyle \mathbb {N} } an.
- Der Durchschnitt zweier Untervektorräume eines Vektorraums ist stets selbst ein Untervektorraum, jedoch ist die Vereinigung zweier Untervektorräume nicht notwendig ein Untervektorraum. Die Vereinigung ist zwar abgeschlossen bzgl. der skalaren Multiplikation, aber nicht unbedingt bzgl. der Vektoraddition.

## Verallgemeinerung
Analog dazu ist eine Teilmenge {\displaystyle M} auch abgeschlossen gegenüber einer {\displaystyle \infty }-stelligen inneren Verknüpfung {\displaystyle f} auf {\displaystyle A}, wenn deren Bild in {\displaystyle M} liegt.
Beispiel:
- Ist {\displaystyle {\mathcal {P}}(X)} die Potenzmenge einer unendlichen Menge {\displaystyle X} und {\displaystyle {\mathcal {C}}} die Menge aller abgeschlossenen Mengen bezüglich einer T1-Topologie auf {\displaystyle X}, das heißt {\displaystyle {\mathcal {C}}\subseteq {\mathcal {P}}(X)} enthält alle (unendlich viele) einelementigen Teilmengen von {\displaystyle X}, dann ist {\displaystyle {\mathcal {C}}} eine abgeschlossene Menge bezüglich des mengentheoretischen Durchschnitts {\displaystyle \bigcap } auf {\displaystyle {\mathcal {P}}(X)}.

Die Eigenschaft, dass eine Verknüpfung {\displaystyle f} auf einer Menge {\displaystyle A} stets eindeutig bestimmte Werte in {\displaystyle A} liefert, bezeichnet man auch als Wohldefiniertheit dieser Verknüpfung.